# Vexin francés
El Vexin francés es una antigua provincia de Francia situada al noroeste de la Isla de Francia y una ínfima parte de Picardía, se halla entre los departamentos del Valle del Oise de Yvelines y del Oise.

## Geografía
El Vexin francés, como su homólogo normando, se encuentra sobre una meseta calcárea limitada al sur por los meandros del Sena. Está limitada por los principales valles orientados al norte-sur de Epte y de Andelle. El territorio, más o menos rectangular, está delimitado, geográficamente, por el curso de los ríos que han ido formando grandes acantilados:
- por el Sur: el Sena
- por el Este: el Oise
- por el Oeste:el Epte
- por el Norte: el Troesne y el Esches

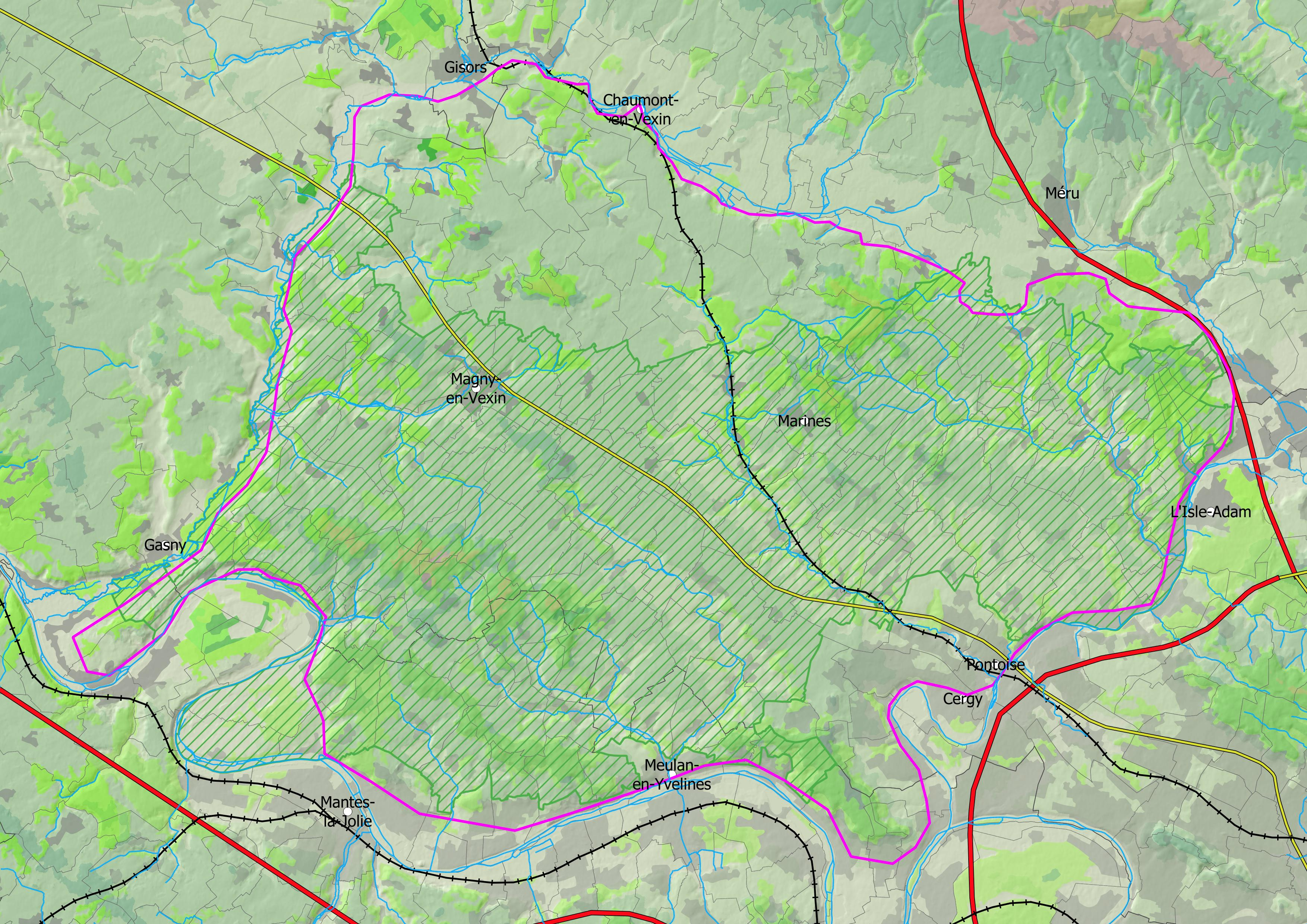
Mapa topográfico del Vexin francés

El interior de la meseta está regado por numerosos ríos, afluentes de los anteriores:
- el Sausseron y el Viosne, afluentes del Oise
- el Monteient y el Aubette de Meulan, afluentes del Sena
- el Aubette de Magny afluente del Epte.

Es una región casi rural,  poco poblada, lo que la convierte en un centro de atracción para las ciudades de la periferia. Las principales son: Ruan al oeste; Pontoise, al Ete; Vernon y Mantes-la-Jolie al Sur. La principal ciudad de Vexin Gisors tiene unos 10 000 habitantes. Las ciudades más habitadas se encuentran en la periferia: Chaumont-en-Vexin, al Nordeste; Cergy-Pontoise, al Este; Meulan y Limay al Sur; y Magny-en-Vexin al oeste.
El eje principal de comunicación es la carretera nacional 14 que une París con Ruan, vía Pontoise. Su trazado, que es el más directo entre ambas ciudades, es casi rectilíneo, siguiendo el trazado de una antigua vía romana la calzada de Julio César.

## Historia
Hasta el Tratado de Saint-Clair-su-Epte de 911, ver: Vexin
Los condes de Vexin estaban sujetos a la abadía de Saint-Denis. Felipe I de Francia compró el condado en 1077.

## Economía
El Vexin francés se constituyó en Parque natural regional en 1995, su sede se encuentra en Théméricourt. Cuenta con 94 municipios, 77 en Valle del Oise, y 17 en Yvelines. Tiene una extensión de 680 km² y 79.000 habitantes.
- Datos: Q3556444